# Dúbrava (kraj żyliński)
Dúbrava – wieś (obec) na Słowacji położona w kraju żylińskim, w powiecie Liptowski Mikułasz. Pierwsze wzmianki o miejscowości pochodzą z roku 1372.
Według danych z dnia 31 grudnia 2010, wieś zamieszkiwało 1272 osób, w tym 676 kobiet i 596 mężczyzn.
W 2001 roku rozkład populacji względem narodowości i przynależności etnicznej wyglądał następująco:

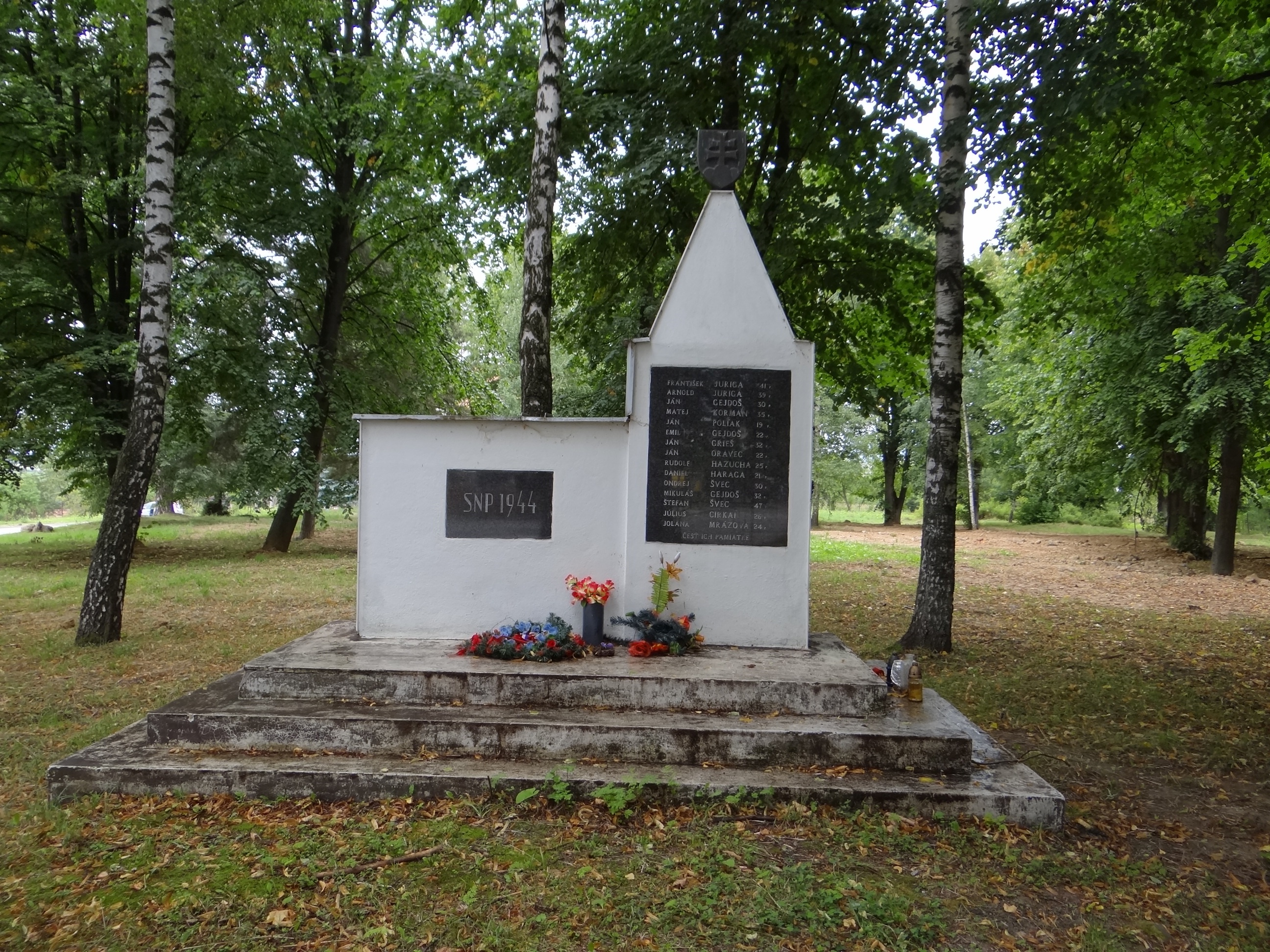
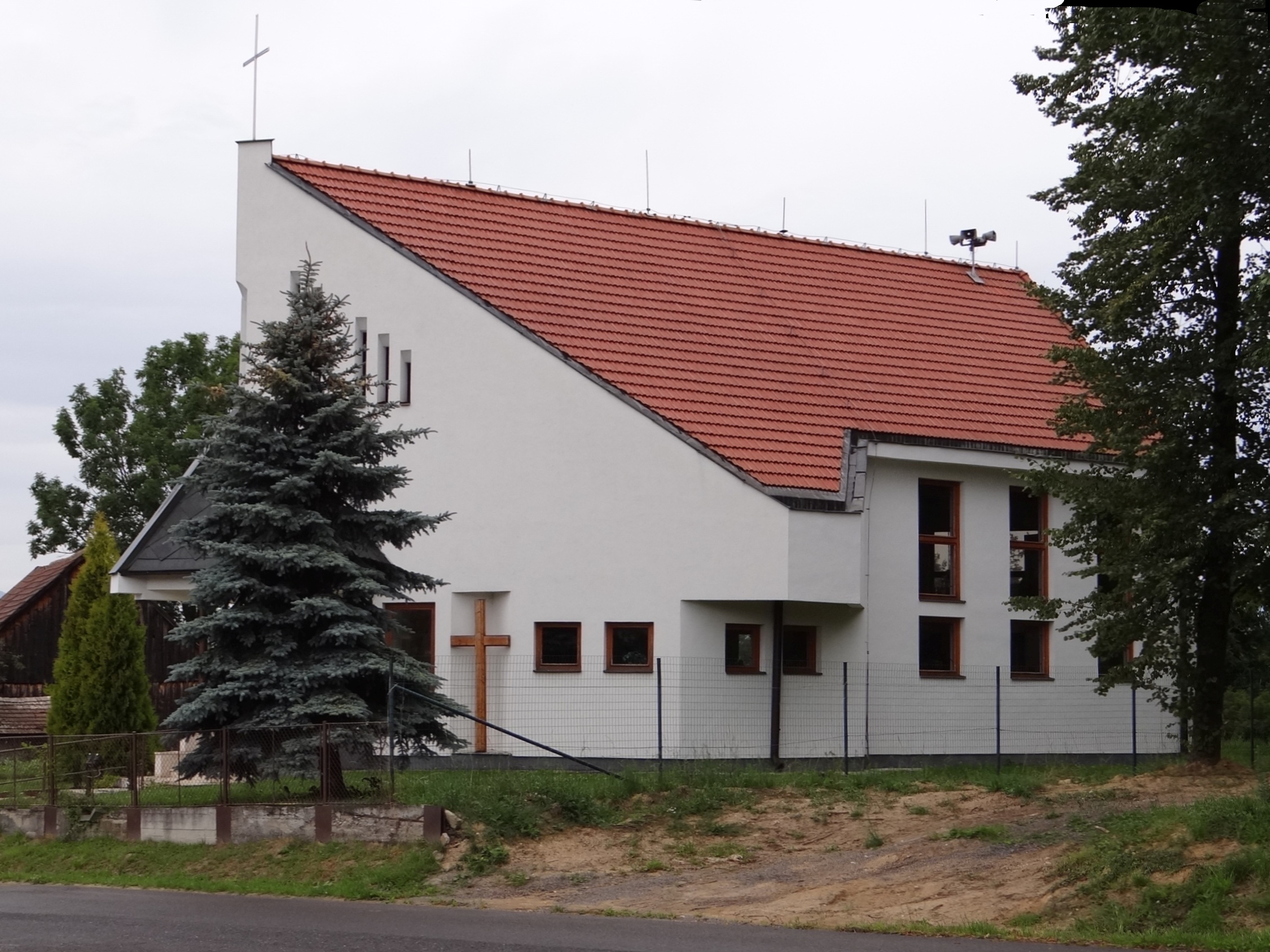
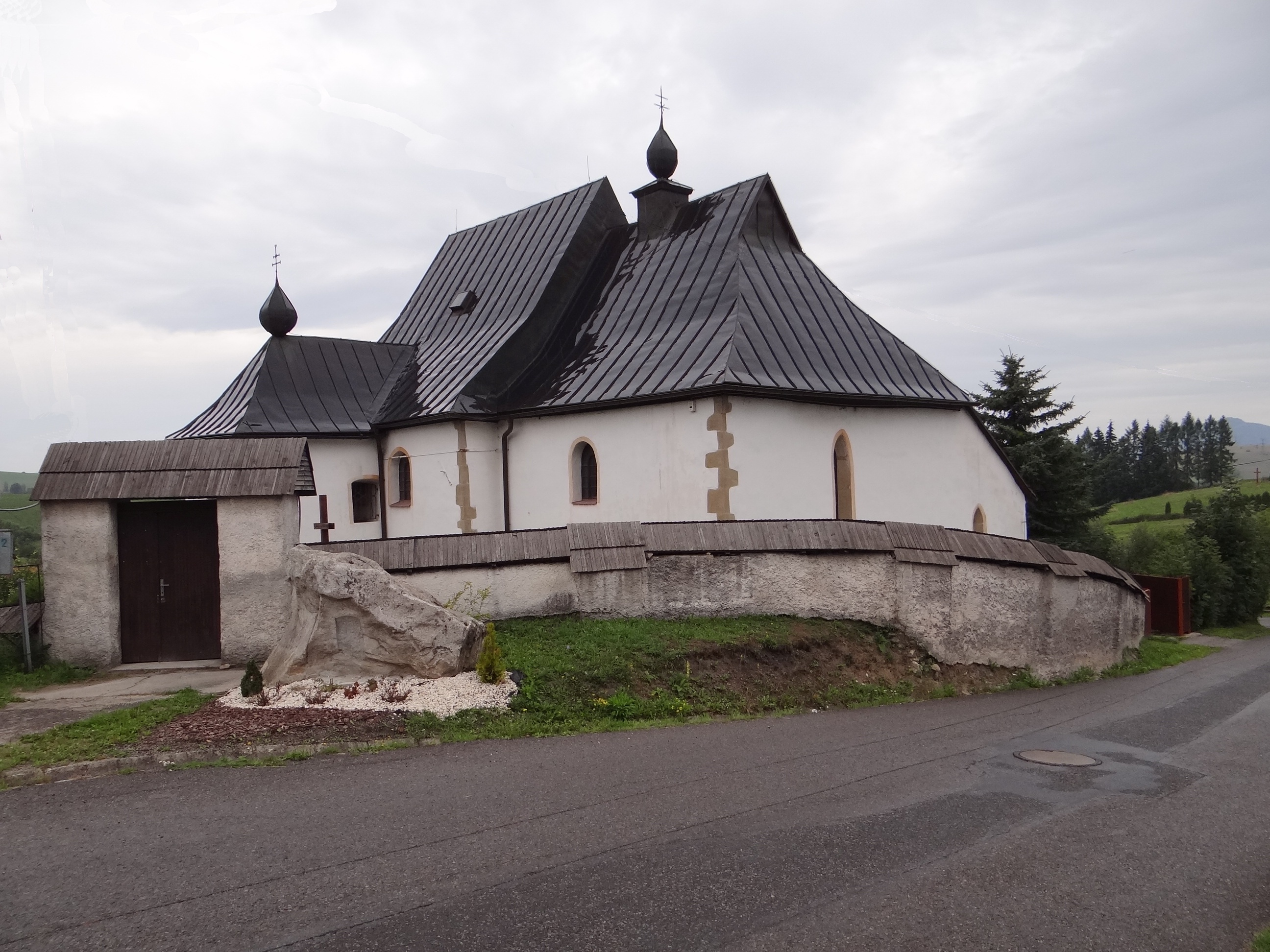

- Słowacy – 99,40%
- Czesi – 0,23%
- Węgrzy – 0,15%